# Ixodes kazakstani
Ixodes kazakstani är en fästingart som beskrevs av Olenev och Sorokoumov 1934. Ixodes kazakstani ingår i släktet Ixodes och familjen hårda fästingar. Inga underarter finns listade i Catalogue of Life.